# Alex DeJohn
Alexander Ray DeJohn (Marlboro, Nueva Jersey, Estados Unidos, 10 de mayo de 1991) es un futbolista estadounidense. Juega de defensa.
DeJohn jugó al soccer universitario para los Old Dominion Monarchs de la Universidad de Old Dominion entre 2009 y 2012. Fue seleccionado por el New England Revolution en el Draft Suplementario de la MLS 2013. Sin embargo, no firmó contrato con el club de Nueva Inglaterra, y DeJohn fichó por el Ekenäs IF finlandés y luego jugó en el Turun Palloseura de la Veikkausliiga.
Tras pasar por el IK Start Kristiansand noruego y el Dalkurd FF sueco, DeJohn regresó a Estados Unidos en 2019 y fichó por el Orlando City, donde jugó durante dos temporadas. Para la temporada 2021 fichó por el Atlanta United. Fue liberado del club al término de la temporada 2022, jugó 9 encuentros de MLS.

## Clubes
| Club                    | País           | Año       |
| ----------------------- | -------------- | --------- |
| Central Jersey Spartans | Estados Unidos | 2011      |
| Ekenäs IF               | Finlandia      | 2013      |
| TPS                     | Finlandia      | 2014      |
| Start                   | Noruega        | 2015-2016 |
| Dalkurd                 | Suecia         | 2017-2018 |
| Orlando City            | Estados Unidos | 2019-2020 |
| Pittsburgh Riverhounds  | Estados Unidos | 2021      |
| Atlanta United          | Estados Unidos | 2021-2022 |
| Atlanta United 2        | Estados Unidos | 2021-2022 |